# Bairro Industrial (Mesquita)
Bairro Industrial ou simplesmente Industrial é um bairro do município de Mesquita, no estado do Rio de Janeiro, dentro do distrito de Banco de Areia (3° Distrito). 
Faz divisa como os bairros de BNH, Jacutinga, Banco de Areia e com os municípios de Belford Roxo e Nova Iguaçu, além de estar às margens da Rodovia Presidente Dutra - e é ali que está sendo construído o maior shopping center da Baixada Fluminense, o Dutra Shopping.